# لوی لون تیک
لوی لون تیک (انگلیسی: Looi Loon Teik؛ زادهٔ ۱۵ فوریهٔ ۱۹۴۵) بازیکن فوتبال اهل مالزی بود.
این بازیکن به‌همراه تیم ملی فوتبال مالزی در بازی‌های المپیک تابستانی ۱۹۷۲ شرکت کرده‌است.